# Комус (компания)
«Ко́мус» — российская рознично-торговая компания, являющаяся лидером на российском рынке канцелярских и офисных товаров, и одним из крупнейших поставщиков бумаги, картона и пластиковой упаковки в России.
Владеет одноимённой розничной сетью, состоящей из более чем 100 магазинов товаров для офиса и бизнеса в 30 российских регионах. В группу компании также входят 7 фабрик в Подмосковье и других регионах России по изготовлению пластиковой упаковки, офисных товаров и бумажных изделий, 9 логистических центров, собственный полиграфический центр и интернет-магазин, где помимо канцелярских товаров можно купить оргтехнику, продукты питания, мебель, товары для упаковки и маркировки, рабочую одежу, товары для медицины и многое другое. Штаб-квартира располагается в Москве. Доля в 96 % компании принадлежит её генеральному директору Сергею Бобрикову, остальные — Геннадию Ломасову, финансовому директору «Комуса».

## История
В 1990 году Сергеем Бобриковым и тремя его приятелями был создан кооператив «Студент-сервис», из которого в 1991 году выделилась фирма «Комус» (производная от «Комсомольские услуги» или «Комплексные услуги»), ставшая продавать типовые бланки для предприятий. В 1992 году между партнёрами начались разногласия, и Бобриков, выкупив их доли в «Комусе», открыл несколько торговых точек, в которых продавалась импортная бумага и канцелярские принадлежности. В том же году в компании возникло пять дилерских отделов, сотрудники которых работали как торговые агенты, и в последующие годы ставка на корпоративный бизнес стала импульсом для роста оборов бизнеса «Комуса».
В 1995 году «Комус» открыл свой первый региональный филиал в Нижнем Новгороде, в 1997 году — в Санкт-Петербурге. В 1996 году в составе компании было создано кадровое агентство «Комус-Персонал», предоставлявшее услуги по консалтингу и рекрутингу. Агентство сильно пострадало в результате экономического кризиса 1998 года, и после неудавшейся санации было продано. В начале 2000-х корпоративные продажи приносили «Комусу» уже две трети оборота, розничная сеть насчитывала около 60 магазинов, а прайс-лист состоял из 15 000 позиций, куда помимо канцтоваров входили оргтехника, офисная мебель и медицинские расходные материалы. Было запущено собственное производство бумаги, картона, полиграфической продукции и упаковки. В 2000 году был открыт интернет-магазина «Комус», на которое со временем стало приходиться около 20 % общей выручки.
С 2006 года «Комус» не раскрывает финансовых показателей и имеет крайне непрозрачную структуру, в которую входит более 20 компаний, которыми Бобриков владеет через ООО «ТПГК». По данным ряда экспертов, совокупная выручка всех компаний в структуре «Комуса» может составлять от 60 до 90 млрд рублей, а около 80 % выручки приходится на корпоративные продажи. О самом Бобрикове сообщалось, что он отличается жёстким контролем над топ-менеджерами: в компании поощрялась конкуренция и «производственные конфликты», а также была частая ротация управленцев.
В 2021 году компания «Комус» заняло 114 место в рейтинг 200 крупнейших частных компаний России по версии журнала Forbes, а выручка компании, по версии издания, оценивалась в 101,4 млрд рублей.
Компания финансирует конкурсы красоты («Мисс Офис») и состязания по волейболу («Комус Fest»). В 2020 году фестиваль пляжного волейбола собрал 80 команд, а общий призовой фонд мероприятия составил 1,5 млн рублей.
В 2023 году компания арендовала 30 000 м² складских помещений в индустриальном парке «Южные врата» (Домодедово). Площади будут построены управляющей компанией Instone Development специально под арендатора, срок сдачи — начало 2024 года.